# Todos os Sambas Ao Vivo
Todos os Sambas Ao vivo é um álbum de pagode em CD e DVD do grupo brasileiro Exaltasamba, que foi lançado em 2006 pela EMI, o Exaltasamba gravou este álbum ao vivo no dia 26 de abril de 2006 no Porto Alcobaça que é uma casa de shows paulista na música "Eu e Você Sempre" se escuta o integrante Pinha cantar junto com Péricles, o álbum tem a participação de Arlindo Cruz no Pout-Pourri: "Cara do gol (A bola e o craque) / Esquadrão do samba" e este álbum tem alguns Pout-Pourris

## Faixas do CD
1. "Eu e você sempre"
2. "Me apaixonei pela pessoa errada"
3. "Telegrama"
4. "Faz falta"
5. Pout-Pourri: "Gamei / Cartao postal"
6. Pout-Pourri: "Quero sentir de novo / Oposto do meu ser"
7. "Por tão pouco"
8. Já tentei"
9. 'Vinhos e lingeries"
10. Pout-Pourri: "Moleque atrevido / Onde mora o pagode / Essa é a hora"
11. "40 Graus de amor"
12. "Acaba tudo bem"
13. "A carta"
14. "Estrela"

## Faixas do DVD[2]
1. "Eu e você sempre" (composição Jorge Aragão e Flavio Cardoso)
2. "Me apaixonei pela pessoa errada" (composição Cleber Bittencourt e Peter Correa)
3. "Telegrama" (composição Leandro Lehart)
4. Pout-Pourri: "Ela entrou na dança (Jorge Santana e )/ Amor e amizade" (Charlies André, Luiz Claudio e Picolé)
5. "Faz falta" (Thiaguinho, Doja e Claudio Bonfim)
6. Pout-Pourri: "Gamei (composição Délcio Luiz e André Renato) / Cartão postal" (composição Delcio Luiz e Carlito Cavalcanti)
7. "Como nunca amei ninguém" (composição Beto Correa e Pitter Correa)
8. Pout-Pourri: "Quero sentir de novo (Péricles e Juninho) / Oposto do meu ser" (Chrigor, Rui e Renato)
9. "Eu choro" (Delcio e Pezinho)
10. "Por tão pouco" (Cacá Nunes e Marcio Lima)
11. "Já tentei" (Filipe Duarte e Rafael Brito)
12. "Vinhos e lingeries" (Thiaguinho)
13. Pout-Pourri: "Moleque atrevido (Jorge Aragão, Paulinho Resende e Flávio Cardoso) / Onde mora o pagode (Ademir Fogaça, Kiko e Alemão do Banjo)/ Essa é a hora" (Ademir Fogaça e Kiko)
14. "Desliga e vem" (Delcio Luiz e Ronaldo Barcellos)
15. "40 Graus de amor" (Delcio Luiz e Pezinho)
16. "Acaba tudo bem" (Billy Sp e Aloysio Reis)
17. "A carta" (Delcio Luiz e Aloysio Reis)
18. Pout-Pourri: "Cara do gol (A bola e o craque) (Carica e Prateado) / Esquadrão do samba" com participação de Arlindo Cruz (Chico da Silva e Venãncio)
19. "Estrela" (Thiaguinho)

## Músicos[2]
- Péricles e Thiaguinho: Voz e banjo
- Pinha: Repique de mão e vocal
- Thell: Tantan e vocal
- Brilhantina: Cavaquinho
- Izaías Marcelo: Violão

Banda de apoio :
- Paulinho Galeto : Cavaquinho
- Carica : Banjo
- Cláudio Bonfim : Baixo e vocal
- Carlinhos : Violão de 7 cordas
- Luizão : Bateria
- João Sensação : Pandeiro
- Índio : Percussão geral e vocal
- Gordinho : Surdo
- Anselmo Lima : Sax-soprano e Flauta
- Sirley Ferrari : Teclados
- Fernando Merlino : Piano e Teclados
- Helena Inasato, Ricardo Takahashi, Alexandre Cunha e Deco : Violinos
- Clauco Inasato : Viola
- Gustavo Lessa : Cello
- Coro : Márcio, Aldo, Helder Celso, Robson Bocca, Péricles, Thiaguinho, Thell, Pinha, Índio e Cláudio Bonfim